# Národní park Hwange
Národní park Hwange (dříve rezervace Wankie) je největší přírodní rezervací v Zimbabwe. Má rozlohu přibližně 14 600 km². Nachází se na severozápadě země, nedaleko hlavní silnice mezi městem Bulawayo a Viktoriiny vodopády. Nejbližším městem je Dete.

## Historie
Národní park Hwange byl založen v roce 1928. Uvažuje se o jeho zařazení do pětinárodního Transhraničního chráněného území Kavango-Zambezi.

### Případy pytláctví
V roce 2011 bylo pytláky zabito devět slonů, pět lvů a dva buvoli.
V říjnu 2013 se zjistilo, že pytláci otrávili kyanidem napajedlo, čímž usmrtili velké množství afrických slonů. Ochránci přírody označili tento incident za největší nelegální zabíjení zvířat v jižní Africe za posledních 25 let. Byly provedeny dva letecké průzkumy, při prvním bylo nalezeno 19 mrtvých zvířat a při druhém dalších 84. Tři pytláci byli dopadeni, zatčeni, odsouzeni a uvězněni. Za pytláctví „královské zvěře“ a slonů nyní v Zimbabwe platí povinný devítiletý trest odnětí svobody a cílem opatření je i rozbití celého dodavatelského řetězce.

### Incidenty s lovem Cecila a Xandy
Přibližně 1. července 2015 byl zabit Cecil, lev, který žil v národním parku Hwange 13 let. Tento čin vyvolal rozsáhlou odezvu na sociálních sítích a vznikla petice, která vyzývala prezidenta Zimbabwe Roberta Mugabeho, aby zakázal vydávání povolení k lovu velké zvěře. Walter Palmer, přiznaný střelec Cecila, měl všechna potřebná povolení a nebyl obviněn z trestného činu. Úřady v Zimbabwe uvedly, že do země může nadále cestovat. Obvinění bylo původně vzneseno proti jeho průvodci Theu Bronkhorstovi za „nepřekonání nezákonného lovu“, ale později bylo soudem zamítnuto.
Dva roky po Cecilově zabití byl podobně zabit i jeho syn Xanda. Na rozdíl od případu Cecila nebyl tento lov označen za nezákonný, přesto vzbudil veřejné pobouření.

## Biodiverzita

### Flóra

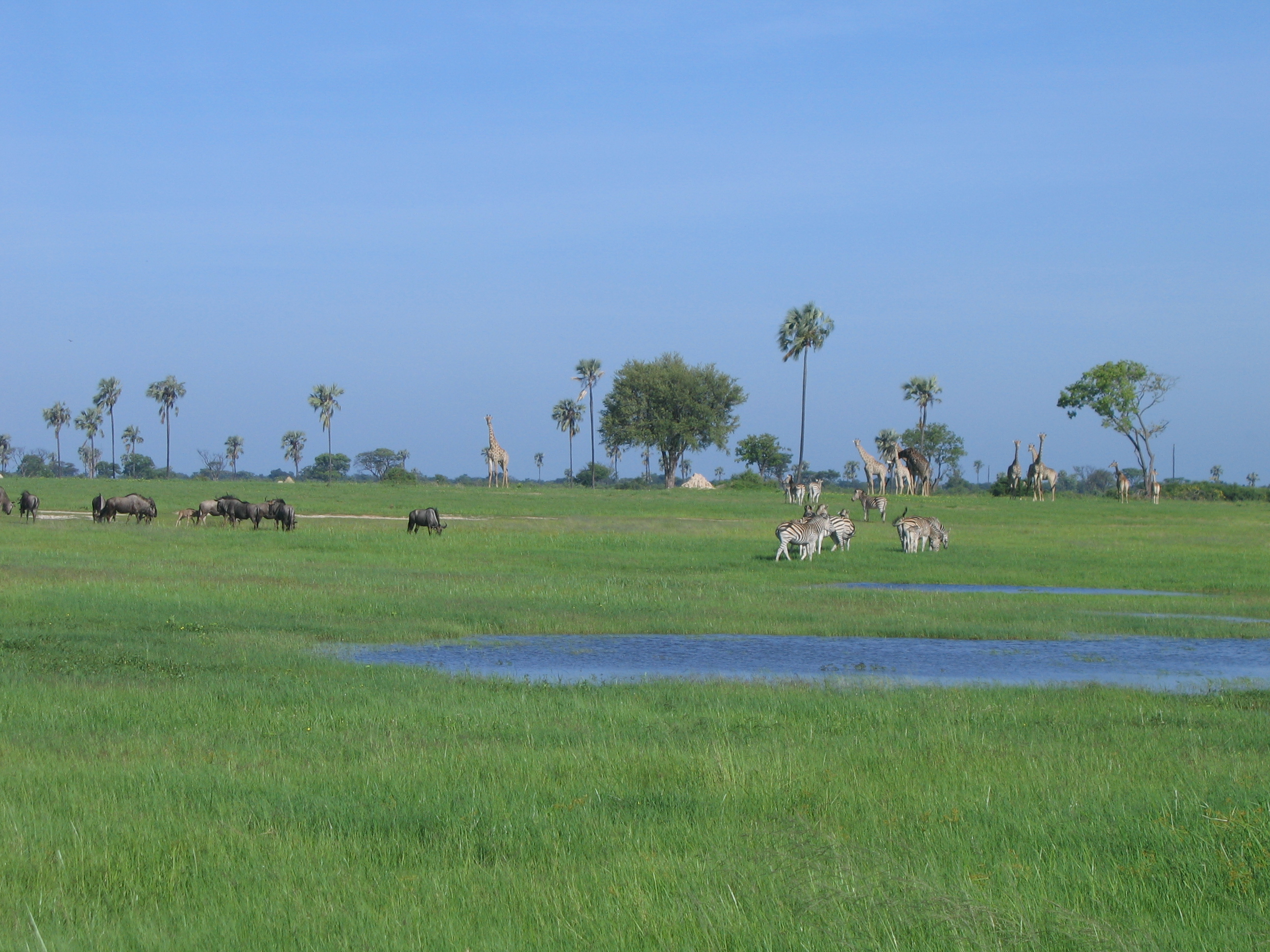
Zvěř u tůně ve vlei, tedy sezónně zaplavované mokřině

Park leží blízko okraje pouště Kalahari, oblasti s nedostatkem vody a velmi řídkou, na sucho přizpůsobenou (xerofilní) vegetací. Kalaharské lesy zde tvoří převážně baikiaea plurijuga, baphia a kalaharská bauhínie. Sezónní mokřiny v této oblasti vytvářejí travnaté plochy.
Severní a severozápadní část parku je porostlá převážně lesy mopanů.
Přestože se často tvrdí, že populace slonů mění strukturu vegetace, některé novější studie to zpochybňují – a to i přes prudký nárůst počtu slonů zaznamenaný koncem 80. let.

### Fauna

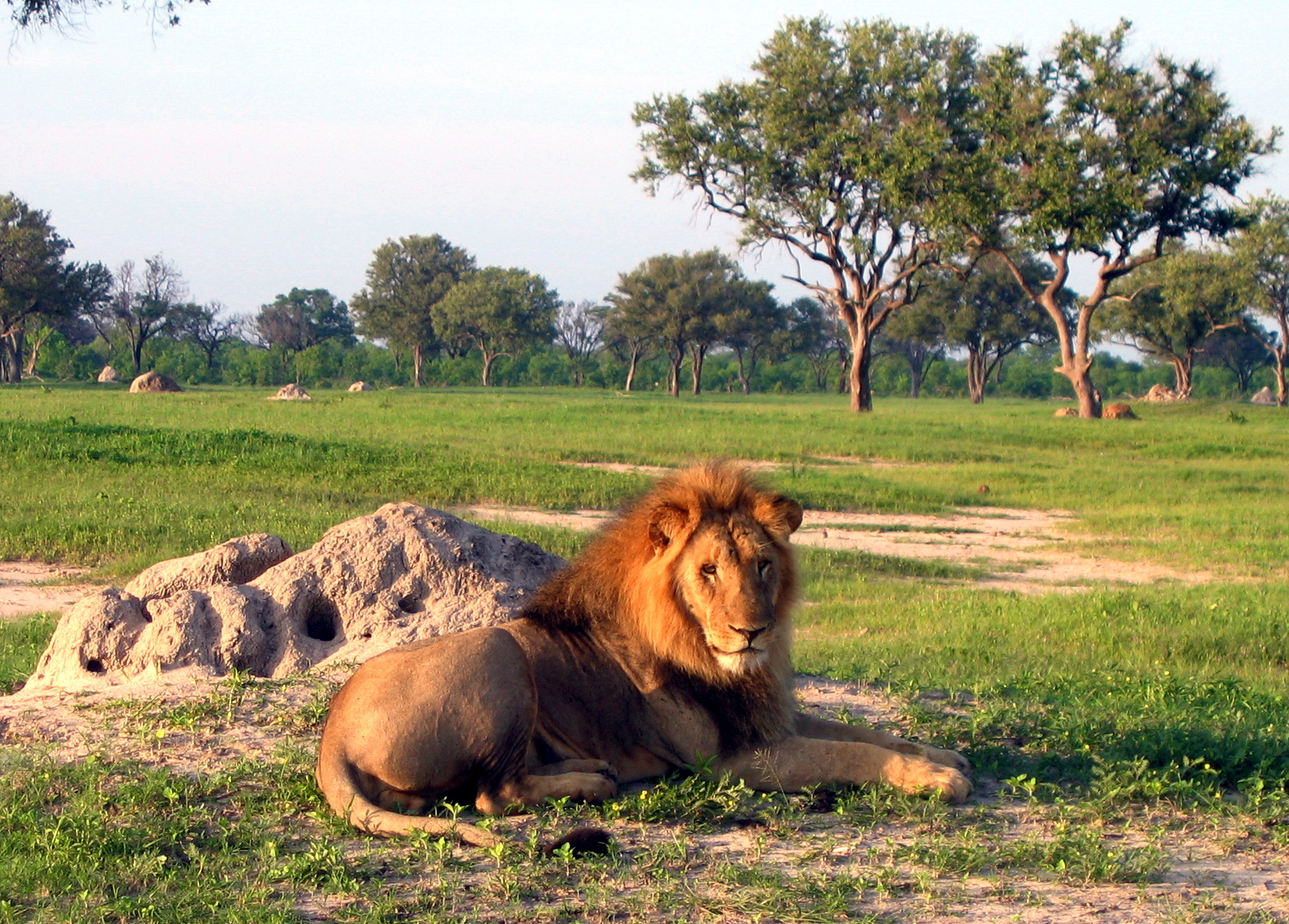
Lev odpočívající u termitiště

Park je domovem více než 100 druhů savců a 400 druhů ptáků, včetně 19 druhů velkých býložravců a osmi druhů velkých šelem. Všechny zvlášť chráněné druhy zvířat v Zimbabwe se nacházejí právě v Hwange. Jde také o jediné chráněné území, kde se vyskytují přímorožec jihoafrický a hyena čabraková, byť v malém počtu.
V oblasti Main Camp Wild Area a Linkwasha Concession Area převládají pastevní býložravci, zatímco smíšení býložravci jsou častější v hustěji zalesněných oblastech Robins a Sinamatella. Rozložení zvířat se sezónně mění – velcí býložravci se v období sucha koncentrují tam, kde probíhá intenzivní čerpaní vody.
Populace afrických divokých psů v Hwange je jednou z největších přežívajících skupin tohoto ohroženého druhu v Africe, spolu s populacemi v Krugerově národním parku a Selousově rezervace.
Mezi další hlavní predátory patří lev, jehož rozšíření a lovecké chování v Hwange úzce souvisí s přítomností napajedel. Od roku 2005 je oblast považována za součást Jednotky pro ochranu lvů společně s deltou Okavanga.
V chráněném území se nachází také levhart africký, hyena skvrnitá a gepard.

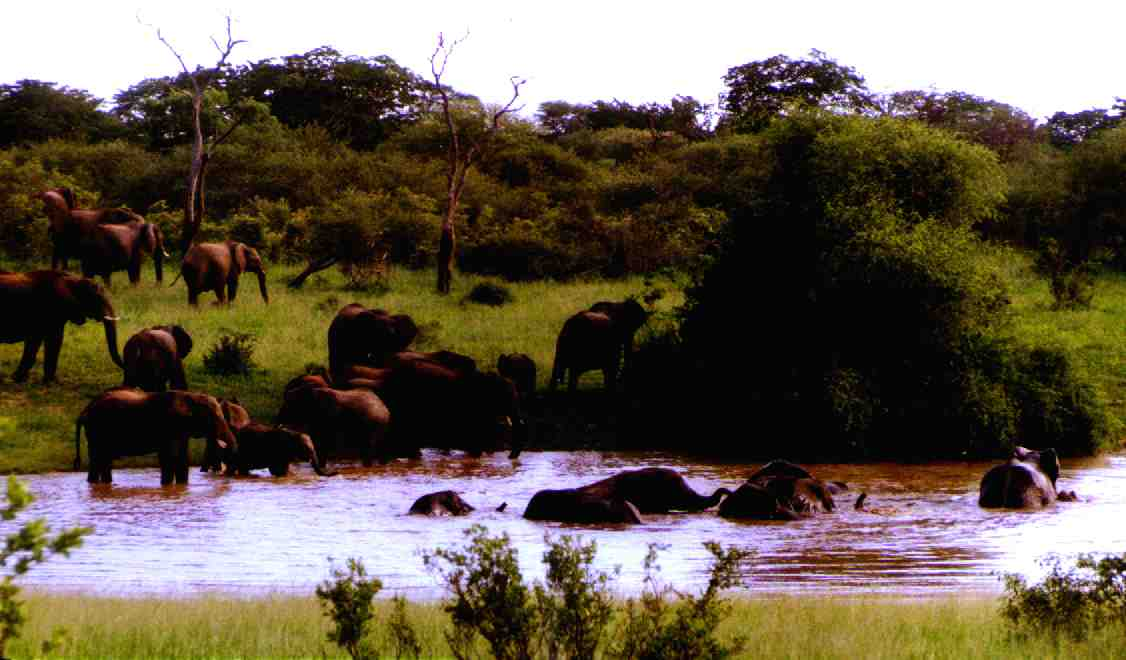
Sloni v Longonské pánvi

Sloni se v Hwange velmi dobře přizpůsobili a jejich počet výrazně přesáhl kapacitu, kterou by daná oblast přirozeně unesla. Tento stav značně zatěžuje přírodní zdroje parku. Vedly se rozsáhlé debaty o řešení situace. Úřady v minulosti přistoupily k regulaci populace odstřelem (mezi lety 1967 a 1986). Po jeho ukončení v roce 1986 se počet slonů za pět let zdvojnásobil.
Správa národních parků koordinuje dva hlavní ochranářské a výzkumné projekty:
- Národní projekt pro levharty, který sleduje početnost levhartů a vytváří výchozí data pro srovnání s oblastmi, kde je povolen lov nebo se jedná o komunitní pozemky sousedící s parkem.[31] Projekt probíhá ve spolupráci s Wildlife Conservation and Research Unit Oxfordské univerzity a organizací Dete Animal Rescue Trust.
- Projekt Painted Dog – zaměřený na ochranu a rozšíření populace afrických divokých psů v Zimbabwe a dalších částech Afriky. Realizuje jej organizace Painted Dog Conservation se sídlem v Dete.[32]

#### Ptáci

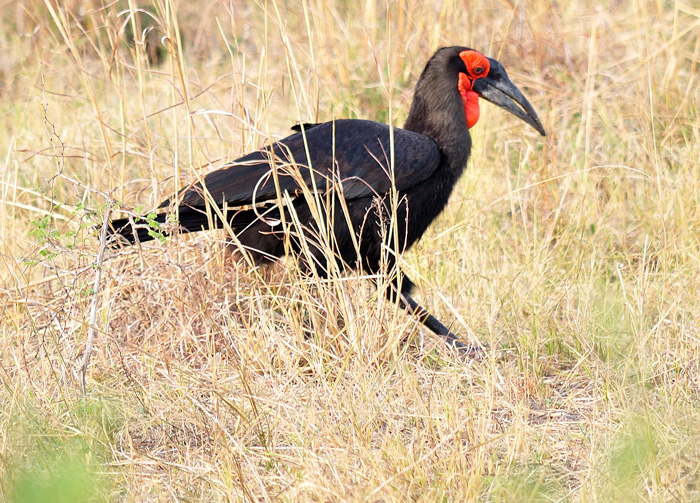
Zoborožec kaferský

Následující seznam je pouze částečným přehledem ptačí rozmanitosti v parku:
- Luňák žlutozobý[33]
- Zoborožec kaferský[33]
- Poštolka Dickinsonova
- Mandelík miombový
- Orel bojovný
- Drop kori
- Pisila čáponohá[33]
- Sup kapský
- Kulíšek perlový
- Ostříž africký

### Geografie a geologie
Většinu parku pokrývají kalaharské písky. Na severozápadě se nacházejí bazaltové lávové proudy formace Batoka, táhnoucí se od jihu Bumbusi až k hranici s Botswanou. V oblasti Sinamatella a dále na východ se vyskytují žuly a ruly. Menší výchozy těchto hornin lze nalézt i v bazaltech na severozápadě.
Sever a severozápad parku odvodňují řeky Deka a Lukosi, na jihu je to řeka Gwabadzabuya (přítok řeky Nata). Zbytek parku je bez řek, ale jsou zde fosilní říční koryta, která tvoří sezónní mokřady, zejména v oblastech Main Camp a Linkwasha.
V těchto oblastech vznikají depresní tůně – některé (např. v oblasti Shumba) se plní dešťovou vodou, jiné (např. Ngweshla, Shakwanki a Nehimba) jsou napájeny přírodními prameny. Mnoho tůní je dodatečně zásobováno podzemní vodou čerpanou správou parku.

### Archeologické, historické a kulturní lokality
Lidé v této oblasti žili desítky tisíc let, jak dokládají četná archeologická naleziště od starší doby kamenné až po historickou éru. Lovci a sběrači z doby kamenné zanechali kamenné nástroje a rytiny stop zvířat na stěnách pískovcových převisů, spolu s několika malbami v severozápadní části parku.
Lidé doby železné zde stavěli kamenné zdi, a to jak rozsáhlé, tak menší – příkladem je lokalita Mtoa nebo národní památník Bumbusi.
Informace o původních obyvatelích dnešního parku jsou dostupné i online.